# 大禹嶺
大禹嶺（だいうれい）は、台湾中部を横断する中部横貫公路（東西横貫公路〈台: 中橫公路〉）が、中央山脈の尾根の東西分水界を越える最高地点である。かつては合歓埡口（台: 合歡埡口）として知られ、中央山脈の畢禄山と合歓山を結ぶ稜線の最低鞍部（標高2636m）にあった。稜線は西北側の南投県仁愛郷栄興村と東南側の花蓮県秀林郷富世村の境界となり、中部横貫公路本線（省道台8線）の「合歓山隧道」が貫通する地点の標高は2565メートル。路線区域としての大禹嶺の地点は、花蓮県秀林郷の東口側となる。
中部横貫公路の本線は、大禹嶺以東の太魯閣に至る東側と大禹嶺以西の東勢に至る西側に分かれるとともに、支線として霧社に通じる合歓越嶺道路（合歓山公路、台14甲線）が大禹嶺（秀林大禹嶺）で合流する。

## 歷史
日本統治時代の理蕃政策により、1914年、台湾総督府は原住民太魯閣族（タロコ族）討伐（太魯閣戦争〈太魯閣戦役〉）に際して軍用道路を建設した。終結後、当初の路線は更新され、およそ現在の「合歓越嶺道路」（合歓越嶺古道）が敷設された。この時代、現在の合歓山隧道の真上にあたる位置に、三方を結ぶ合歓埡口「北合歓山鞍部」があった。
1956年（民国45年）に中部横貫公路の建設が開始されると、1959年（民国48年）、蔣経国主委（行政院国軍退除役官兵就業輔導委員会主任委員）により、合歓埡口の開削を果たす困難な工事は、大禹の治水にも劣らないものとして「大禹嶺」と名付けられた。
要路が交差する大禹嶺は、台湾初の高級長距離バス「金馬号」（1959年-1980年）の中継点であった。以前は高地物産の集散地として農家が道路脇に集まり、路上販売が活発に行われていた。現在、大禹嶺地区の名称はとりわけ高山茶の栽培で知られる。

## 地理

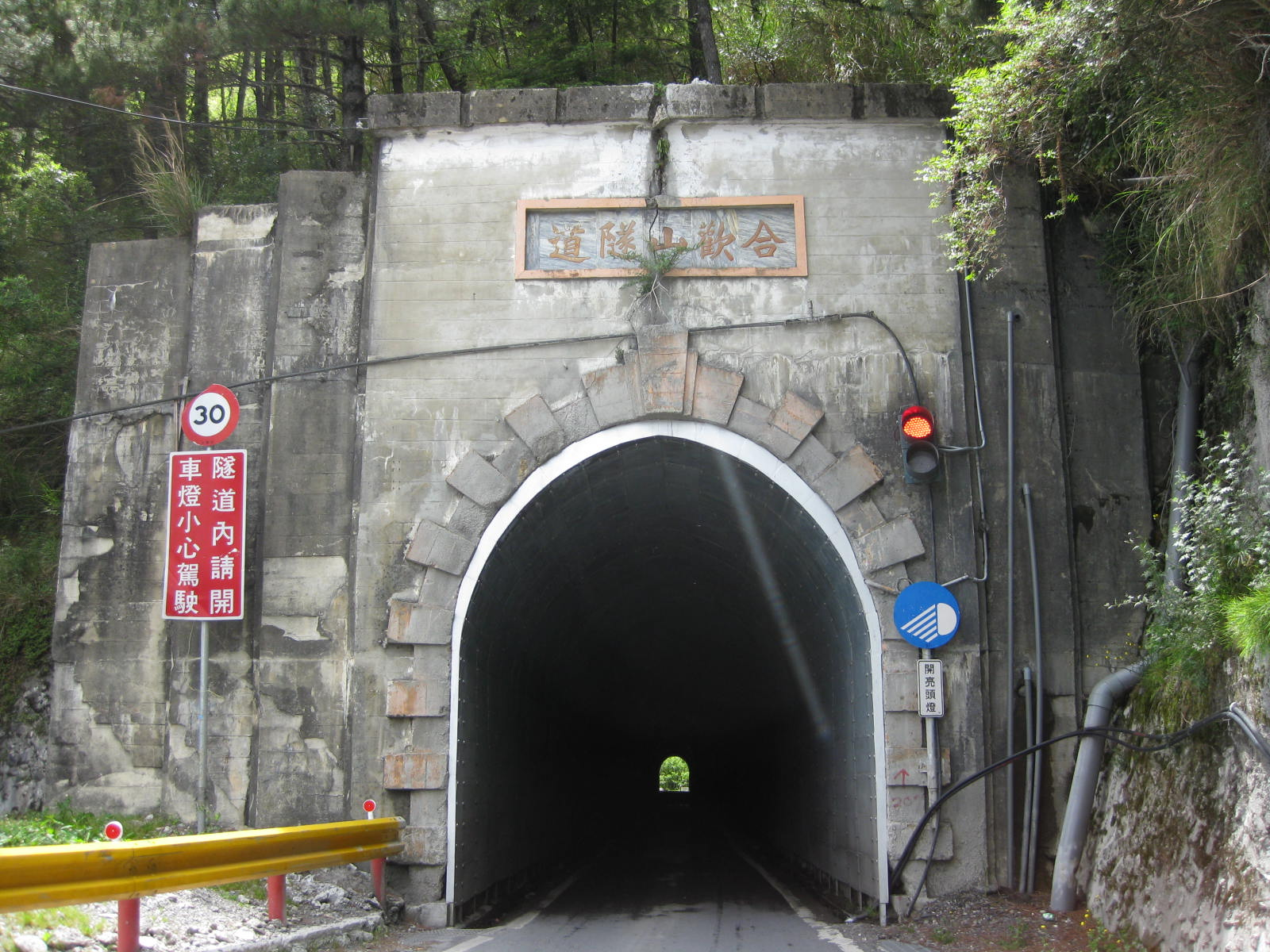
「合歓山隧道」東口

大禹嶺は、中央山脈北部の主稜線の畢禄山と合歓山を結ぶ尾根の最低鞍部に位置する。この中部横貫公路の最高点である大禹嶺の位置は地理的な要衝にあり、地形上、西の大甲渓側と東の立霧渓側を隔てる分水界となることから、この大禹嶺より大きく分割される。中部横貫公路の本線（省道台8線）は、起点である台中市の東勢より112.085キロメートルの大禹嶺の地点で霧社支線（合歓越嶺道路、台14甲線）と接続する。支線の霧社から大禹嶺までの距離は41.719キロメートルとなる。
大禹嶺地区から関原（匡廬隧道）までの区間は、主に粘板岩（スレート）・千枚岩・変成砂岩より構成される。「大禹嶺層」（陳肇夏、1979年）と称される脆弱な地質層として知られ、この区間において大規模な地すべりの発生が認められる。

### 合歓山隧道
合歓山隧道は中部横貫公路の開削により建設されたもので、南投県と花蓮県の県境に位置する。トンネルは、長さ184メートル、幅4.2メートル、高さ4.2メートルで、標高2565メートルにある。東口側には大禹嶺の交差点があり、西口からは梨山方向につながる。

## 関連資料
- 臺灣省公路局, ed (1960). 東西橫貫公路工程專輯. 臺灣省公路局
- 李元希; 楊昭男 (1994-12). “大禹嶺地區地質構造的演化” (PDF〈ダウンロード〉). 經濟部中央地質調查所彙刊 (經濟部中央地質調查所) (第9號):  77-105 2023年7月8日閲覧。.
- 羅偉 (2000-05-01). “臺灣中央山脈大禹嶺地區岩石劈理成因之探討”. 華岡理科學報 (中國文化大學理學院) (17期):  1-38. doi:10.6364/HKJS.200005.0001.